# Campeonato Europeo de Hockey sobre Hierba Masculino de 2025
El XX Campeonato Europeo de Hockey sobre Hierba Masculino se celebró en Mönchengladbach (Alemania) entre el 8 y el 16 de agosto de 2025 bajo la denominación EuroHockey Masculino 2025. El evento fue organizado por la Federación Europea de Hockey sobre Hierba (EHF) y la Federación Alemana de Hockey sobre Hierba. Paralelamente se celebró el XVII Campeonato Europeo de Hockey sobre Hierba Femenino.
Los partidos se realizaron en el Warsteiner HockeyPark de la ciudad alemana.
Un total de ocho selecciones nacionales afiliadas a la EHF compitieron por el título de campeón europeo, cuyo anterior portador era el equipo de los Países Bajos, vencedor del EuroHockey 2023. 
La selección de Alemania se adjudicó la medalla de oro al derrotar en la final al equipo de los Países Bajos con un marcador de 1-2. En el partido por el tercer puesto el conjunto de España venció al de Francia.

## Grupos
| Grupo A      | Grupo B    |
| ------------ | ---------- |
| Países Bajos | Alemania   |
| Bélgica      | Inglaterra |
| España       | Francia    |
| Austria      | Polonia    |

## Fase preliminar
- Todos los partidos en la hora local de Alemania (UTC+2).

### Grupo A
| Equipo       | J | G | E | P | GF | GC | DG  | PTS |
| ------------ | - | - | - | - | -- | -- | --- | --- |
| Países Bajos | 3 | 3 | 0 | 0 | 12 | 2  | +10 | 9   |
| España       | 3 | 2 | 0 | 1 | 12 | 4  | +8  | 6   |
| Bélgica      | 3 | 1 | 0 | 2 | 13 | 7  | +6  | 3   |
| Austria      | 3 | 0 | 0 | 3 | 1  | 25 | -24 | 0   |

- Resultados

| Fecha | Hora  | Partido      | Partido | Partido      | Resultado |
| ----- | ----- | ------------ | ------- | ------------ | --------- |
| 09.08 | 11:00 | Bélgica      | -       | Austria      | 10-1      |
| 09.08 | 13:15 | Países Bajos | -       | España       | 3-0       |
| 10.08 | 17:30 | Bélgica      | -       | Países Bajos | 2-4       |
| 10.08 | 19:45 | España       | -       | Austria      | 10-0      |
| 12.08 | 14:45 | España       | -       | Bélgica      | 2-1       |
| 12.08 | 17:00 | Países Bajos | -       | Austria      | 5-0       |

### Grupo B
| Equipo     | J | G | E | P | GF | GC | DG  | PTS |
| ---------- | - | - | - | - | -- | -- | --- | --- |
| Alemania   | 3 | 2 | 1 | 0 | 14 | 3  | +11 | 7   |
| Francia    | 3 | 2 | 0 | 1 | 10 | 8  | +2  | 6   |
| Inglaterra | 3 | 1 | 1 | 1 | 8  | 4  | +4  | 4   |
| Polonia    | 3 | 0 | 0 | 3 | 3  | 20 | -17 | 0   |

- Resultados

| Fecha | Hora  | Partido    | Partido | Partido    | Resultado |
| ----- | ----- | ---------- | ------- | ---------- | --------- |
| 08.08 | 17:00 | Inglaterra | -       | Polonia    | 5-0       |
| 08.08 | 19:30 | Alemania   | -       | Francia    | 3-2       |
| 09.08 | 20:15 | Francia    | -       | Polonia    | 5-3       |
| 10.08 | 15:00 | Inglaterra | -       | Alemania   | 1-1       |
| 12.08 | 12:30 | Francia    | -       | Inglaterra | 3-2       |
| 12.08 | 19:30 | Alemania   | -       | Polonia    | 10-0      |

## Fase final
- Todos los partidos en la hora local de Alemania (UTC+2).

|  | Semifinales  | Semifinales  |   |         | Final        | Final        |  |
|  | 14 de agosto | 14 de agosto |   |         | 16 de agosto | 16 de agosto |  |
|  |              |              |   |         |              |              |  |
|  |              |              |   |         |              |              |  |
|  | Países Bajos | 3            |   |         |              |              |  |
|  | Francia      | 1            |   |         |              |              |  |
|  |              |              |   |         |              |              |  |
|  |              |              |   |         |              |              |  |
|  |              |              |   |         | Países Bajos | 1            |  |
|  |              | Alemania TP  | 2 |         |              |              |  |
|  |              |              |   |         |              |              |  |
|  |              |              |   |         |              |              |  |
|  |              |              |   |         | Tercer lugar |              |  |
|  |              |              |   |         |              |              |  |
|  | Alemania     | 4            |   | Francia | 0            |              |  |
|  | España       | 1            |   |         | España       | 2            |  |

### Semifinales
| Fecha | Hora  | Partido      | Partido | Partido | Resultado |
| ----- | ----- | ------------ | ------- | ------- | --------- |
| 14.08 | 17:00 | Países Bajos | -       | Francia | 3-1       |
| 14.08 | 20:00 | Alemania     | -       | España  | 4-1       |

### Tercer lugar
| Fecha | Hora  | Partido | Partido | Partido | Resultado |
| ----- | ----- | ------- | ------- | ------- | --------- |
| 16.08 | 15:30 | Francia | -       | España  | 0-2       |

### Final
| Fecha | Hora  | Partido      | Partido | Partido  | Resultado |
| ----- | ----- | ------------ | ------- | -------- | --------- |
| 16.08 | 18:00 | Países Bajos | -       | Alemania | 1-2 TP    |

### Partidos de clasificación

#### Grupo C
| Equipo     | J | G | E | P | GF | GC | DG  | PTS |
| ---------- | - | - | - | - | -- | -- | --- | --- |
| Bélgica    | 3 | 3 | 0 | 0 | 19 | 3  | +16 | 9   |
| Inglaterra | 3 | 2 | 0 | 1 | 13 | 2  | +11 | 6   |
| Polonia    | 3 | 1 | 0 | 2 | 2  | 12 | -10 | 3   |
| Austria    | 3 | 0 | 0 | 3 | 1  | 18 | -17 | 0   |

| Fecha | Hora  | Partido    | Partido | Partido    | Resultado |
| ----- | ----- | ---------- | ------- | ---------- | --------- |
| 14.08 | 12:30 | Austria    | -       | Polonia    | 0-1       |
| 14.08 | 14:45 | Bélgica    | -       | Inglaterra | 2-1       |
| 16.08 | 10:30 | Bélgica    | -       | Polonia    | 7-1       |
| 16.08 | 12:45 | Inglaterra | -       | Austria    | 7-0       |

## Medallero
| Alemania | Países Bajos | España |
| Jean Danneberg Mats Grambusch Tom Grambusch Johannes Große Raphael Hartkopf Malte Hellwig Teo Hinrichs Paul-Philipp Kaufmann Erik Kleinlein Moritz Ludwig Hannes Müller Gonzalo Peillat Thies Prinz Benedikt Schwarzhaupt Alexander Stadler Michel Struthoff Justus Weigand Lukas Windfeder | Lars Balk Koen Bijen Justen Blok Thierry Brinkman Jorrit Croon Thijs van Dam Steijn van Heijningen Tjep Hoedemakers Olivier Hortensius Jip Janssen Derk Meijer Floris Middendorp Joep de Mol Terrance Pieters Tijmen Reijenga Derck de Vilder Maurits Visser Floris Wortelboer | Alejandro Alonso Nicolás Álvarez José Basterra Jordi Bonastre Pol Cabré-Verdiell Luis Calzado Gerard Clapés Pepe Cunill Bruno Font Xavier Gispert Álvaro Iglesias Borja Lacalle Joaquín Menini Marc Miralles Marc Recasens Rafael Revilla Marc Reyné Marc Vizcaíno |
| André Henning (seleccionador) | Jeroen Delmee (seleccionador) | Maximiliano Caldas (seleccionador) |

## Estadísticas

### Clasificación general
| 1. Alemania CM  |
| 2. Países Bajos |
| 3. España       |
| 4. Francia      |
| 5. Bélgica      |
| 6. Inglaterra   |
| 7. Polonia      |
| 8. Austria      |

### Máximos goleadores
| Núm. | Jugador             | País         | Goles |
| ---- | ------------------- | ------------ | ----- |
| 1    | Gonzalo Peillat     | Alemania     | 6     |
| 2    | Tom Boon            | Bélgica      | 5     |
| 2    | Jip Janssen         | Países Bajos | 5     |
| 4    | Justus Weigand      | Alemania     | 4     |
| 4    | Victor Charlet      | Francia      | 4     |
| 6    | Raphael Hartkopf    | Alemania     | 3     |
| 6    | Thies Prinz         | Alemania     | 3     |
| 6    | Nicolas De Kerpel   | Bélgica      | 3     |
| 6    | Nelson Onana        | Bélgica      | 3     |
| 6    | Thibeau Stockbroekx | Bélgica      | 3     |
| 6    | Nicolás Álvarez     | España       | 3     |
| 6    | Sam Ward            | Inglaterra   | 3     |
| 6    | José Basterra       | España       | 3     |
| 6    | Koen Bijen          | Países Bajos | 3     |

Fuente: 